# Michał Skóraś
Michał Skóraś (* 15. Februar 2000 in Jastrzębie-Zdrój) ist ein polnischer Fußballspieler.

## Karriere

### Verein
Aus der Jugend von MOSiR Jastrzebie Zdroj kommend, wechselte er zu Anfang 2015 in die U19 von Lech Posen und schaffte es hiervon zur Spielzeit 2017/18 in die zweite Mannschaft derer. Für die Saison 2018/19 wurde er dann an Bruk-Bet Termalica Nieciecza verliehen, wo er in der zweiten Liga schon einiges an Einsätzen absolvierte und auch ein eigenes Tor schoss. Danach wechselte er zur Saison 2019/20 in die erste Mannschaft, kam aber auch noch in der zweiten Mannschaft zum Einsatz. Bevor er hier aber überhaupt spielte, wurde er bis zum Ende des Jahres 2019 nochmal an Raków Częstochowa verliehen. In der Spielzeit 2021/22 wurde er mit seinem Stammklub polnischer Meister.
Insgesamt bestritt er 92 Ligaspiele für Posen, in denen er 13 Tore schoss, neun Pokalspiele und 29 Spiele im Europapokal mit acht geschossenen Toren. Bereits Ende April 2023 unterschrieb er beim belgischen Erstdivisionär FC Brügge einen Vertrag ab der Saison 2023/24 mit einer Laufzeit bis zum Ende der Saison 2026/27. Hier bestritt er in seiner ersten Saison 28 von 40 mögliche Ligaspielen für Brügge, in denen er zwei Tore schoss, vier Pokalspiele und 15 Europapokal-Spiele mit zwei Toren. Skóraś wurde mit Brügge belgischer Meister.
In der Saison 2024/25 waren es 32 von 40 möglichen Ligaspielen sowie vier Pokalspiele und fünf Spiele in der Champions League. Die Saison endete mit dem Gewinn des belgischen Pokals.

### Nationalmannschaft
Sein Debüt in der polnischen A-Nationalmannschaft hatte er am 22. September 2022 bei einer 0:2-Niederlage gegen die Niederlande in der UEFA Nations League. Hier wurde er zur 79. Minute für Nicola Zalewski eingewechselt.
Danach wurde er für den Kader der Mannschaft bei der Weltmeisterschaft 2022 nominiert. Hier wurde er bei der 0:2-Gruppenspielniederlage gegen Argentinien eingesetzt.

## Erfolge
- Polnischer Meister: 2021/22
- Belgischer Meister: 2023/24
- Belgischer Pokalsieger: 2024/25